# Eino Hosia
Eino Hosia, född 1905, död 1941, var en finländsk författare.
Eino Hosia föddes i ett allmogehem och debuterade 1937 med novellen Kypsynyttä viljaa ("Mognad säd"), varefter följde romanerna Orjantap-puratie ("Törnestigen", 1938), Tulipunaiset ratsastajat ("De eldröda ryttarna", 1938), Musta aurinko ("Den svarta solen", 1941) och en samling efterlämnade noveller Kukkivia hautoja ("Blommande gravar", 1945). Med romantiskt färgad ordkonst återgav Hosia landskapet i Satakunda och skildrade, påverkad framför allt av Fjodor Dostojevskij, kroppsligen och andligen sjuka människor. En särställning i Hosias alstring intar Tuliholvin alla ("Under eldvalvet", 1940), en skildring, som inspirerades av Hosias upplevelser under vinterkriget 1939–1940. Hosia stupade i en av de första striderna fortsättningskriget 1941–1944.